# Quigley Quagmire
Quigley Quagmire es un personaje de la popular serie de libros, Una serie de eventos desafortunados de Lemony Snicket. Él es uno de los trillizos Quagmire, junto con Duncan e Isadora Quagmire, y también es uno de los herederos de los Zafiros Quagmire.
Se creyó que Quigley Quagmire se encontraba muerto hasta que Violet y Klaus Baudelaire lo encontraron en una cueva con los Exploradores de Nieve (encontrado en el décimo libro: La pendiente resbaladiza). Él y Violet Baudelaire forman una especie de interés romántico entre ellos.
Al final del libro, los Baudelaire y Quigley escaparon de Olaf pero la congelada Corriente Afligida comenzó a derretirse y Quigley fue arrastrado por la corriente del río hacia un afluente separado. Aparentemente logró sobrevivir, esto porque en La cueva oscura él les envió a los Baudelaire un telegrama con un mensaje oculto. Se sabe que él se encuentra de lado de los buenos en el cisma.
Al igual que sus hermanos, Quigley tiene cierto interés en la escritura, en su caso la cartografía. 
En El penúltimo peligro, se dijo que él robó un helicóptero para rescatar a sus hermanos, y Kit Snicket mencionó que los rescataría construyendo una red muy larga para atrapar a las águilas atacantes.